# Werner Göritz (Maler)
Werner Göritz (* 3. August 1901 im Forsthaus Seegenfelde, heute Żabicko; † 8. Juli 1976 in Neu-Buch) war ein deutscher Maler und Grafiker.

## Leben und Werk
Göritz war der Sohn eines Forstmeisters. Er war der Älteste von vier Kindern. Die Familie zog aus der im westpreußischen Landkreis Deutsch Krone liegenden Gemeinde Seegenfelde in das ostpreußische Luböhnen am Südufer der Memel, wohin der Vater an die Oberförsterei versetzt worden war. Mit den russischen Förstern jenseits der Grenze lebte die Familie in gutem Einvernehmen. In den ersten Jahren der Schulzeit wurde Göritz mit seinen Geschwistern von einer Hauslehrerin unterrichtet. Er malte seit seinem sechsten Lebensjahr, nachdem er einen Zeichenblock und einen Tuschkasten geschenkt bekam.
Nach dem Beginn des Ersten Weltkriegs wurde der Vater zum kaiserlichen deutschen Heer eingezogen, und er nahm am Krieg teil.
Im Krieg besetzten russische Truppen Luböhnen und setzten die Försterei in Brand. Die Mutter ging mit den Kindern zu Verwandten nach Berlin. Nachdem Göritz an der Milz operiert worden war, kam er zur Erholung nach Spechthausen.
Nach dem Ende des Kriegs übernahm der Vater die Oberförsterei Turoscheln (heute Turośl), und Göritz besuchte bis 1921 das Gymnasium in Tilsit. Im letzten Jahr vor dem Abitur wohnte er dort in einer Privatpension. Hier bekam er eine Kopfgrippe, die nicht auskuriert wurde. Sie bildete die Grundlage für eine Parkinsonsche Krankheit, die erkannt wurde, als er 38 Jahre alt war.
Nach dem Abitur 1921 studierte Göritz an der Kunstakademie Königsberg. Er wurde Meisterschüler von Klaus Richter, brach das Studium aber ab, nachdem sein Vater 1922 verstorben war. Die Mutter zog mit den Kindern nach Berlin, wo sie in einer Lichtenberger Gartenkolonie Unterschlupf fanden. Um zum Lebensunterhalt der Familie beizutragen, arbeitete Göritz in einer Schirmfabrik. In Berlin-Neukölln kam er im Stadtmissionsheim Freie Jugend in Kontakt mit Paul Le Seur, der ihn als Jugendsekretär einstellte.
1922 hatte Göritz von einer einfachen ostpreußischen Frau eine starke religiöse Erweckung erhalten. Seitdem war es ihm ein Anliegen, den Gekreuzigten künstlerisch zu gestalten. Er erhielt nun vom christlichen Furche-Verlag, der 1938 von den Nationalsozialisten verboten wurde, und von christlichen Zeitschriften Illustrationsaufträge und begann als freischaffender Künstler zu arbeiten.
Nachdem er 1926 Gertrud Krauskopf aus Ludwigslust geheiratet hatte, nahm Göritz in Berlin Arbeit bei der Reichsdruckerei auf. Er machte eine Ausbildung zum Kupferstecher und stach insbesondere Druckvorlagen für Briefmarken und Reichsdrucke. Um sein Studium abzuschließen, belegte er bis 1930 Abendkurse an den Vereinigten Staatsschulen für freie und angewandte Kunst in Berlin-Charlottenburg.
Göritz betätigte sich neben seiner beruflichen Arbeit immer auch künstlerisch, vor allem als Holzschneider, Aquarellist und Holzbildhauer. 1937 entwarf er für die Martin-Luther-Gedächtniskirche Berlin-Mariendorf farbige Bleiglasfenster zum Glaubensbekenntnis und schuf für die Seitenkapelle ein Ölgemälde, das die Trauung Luthers mit Katharina von Bora darstellt. Die Fenster wurden im Dezember 1943 infolge eines Bombeneinschlags zerstört.
Nachdem sich seine Parkinson-Krankheit verschlimmert hatte, wurde Göritz, der zuletzt den Rang eines Technischen Inspekteurs hatte, 1943 invalidisiert. 1944 wurde die Wohnung der Familie in der Friedrichsruher Straße 34 in Berlin-Steglitz mit allen dort befindlichen künstlerischen Arbeiten Göritz’ durch Bomben zerstört. Lediglich das, was er vorher zu den Eltern seiner Frau in Neu-Buch gebracht hatte, blieb erhalten. Göritz zog mit seiner Frau und den beiden Töchtern nach Neu-Buch und danach nach Görlsdorf, wo sie durch seine Stiefschwester, die dortige Pfarrfrau, eine bescheidene Unterkunft fanden. Hier schuf er u. a. auf Packpapier einen Schrift-Holzschnitt Ich bin das Α und Ω, der Erste und der Letzte und der Lebendige und schnitzte er aus Eichenholz einen Dornengekrönten Christuskopf und aus Lindenholz eine Flüchtlingsmadonna. Nachdem die Sowjetarmee 1945 den Ort besetzt hatte, erhielt Göritz von den Soldaten Aufträge, so für ein großes Bild Stalins und nach Fotografien für Porträts von Angehörigen. Damit konnte der Lebensunterhalt gesichert werden. 1947 zog die Familie nach Neu-Buch zurück. Dort betätigte sich Göritz aktiv in der Kirchgemeinde und er war u. a. mit dem Pfarrer Georg Schrem befreundet.
Göritz blieb trotz seiner schweren Krankheit weiter nach Kräften künstlerisch aktiv.

## Selbstreflexion
„Ich arbeite nicht zu meiner Ehre, sondern zu Gottes Ehre.“

## Ausstellungen
- 1945: Berlin-Zehlendorf
- 1946: Luckau
- 1950: Eberswalde
- 1966: Berlin, Kunstdienst der Evangelischen Kirche, Auguststraße 80 („Holzschnitte aus vier Jahrzehnten“)

Postum
- 1980: Leipzig („Gott in uns“)
- 2007: Beeskow, Burg Beeskow („Christliche Motive in der öffentlichen Kunst der DDR“)
- 2021/22: Berlin, Wanderausstellung „Zwiegespräche mit der Bibel“; Gemeindehaus der Kirchgemeinde Niederschönhausen, Gemeindehaus der Kirchgemeinde Buch und Martin-Luther-Gedächtniskirche Mariendorf